# Newburg (Virgínia Ocidental)
Newburg é uma cidade  localizada no estado norte-americano de Virgínia Ocidental, no Condado de Preston.

## Demografia
Segundo o censo norte-americano de 2000, a sua população era de 360 habitantes.
Em 2006, foi estimada uma população de 362, um aumento de 2 (0.6%).

## Geografia
De acordo com o United States Census Bureau tem uma área de
2,0 km², dos quais 2,0 km² cobertos por terra e 0,0 km² cobertos por água. Newburg localiza-se a aproximadamente 371 m acima do nível do mar.

## Localidades na vizinhança
O diagrama seguinte representa as localidades num raio de 20 km ao redor de Newburg.